# Mensur Mujdža
Mensur Mujdža (* 28. března 1984, Záhřeb, Jugoslávie) je bývalý bosenský fotbalový obránce a reprezentant, který v naposledy hrál v německém klubu 1.FC Kaiserslautern. Byl také mládežnickým reprezentantem Chorvatska. Účastník Mistrovství světa 2014 v Brazílii za Bosnu a Hercegovinu.
Jeho rodina pochází z města Doboj v Bosně a Hercegovině. Jeho bratr Jasmin Mujdža je bývalým fotbalovým reprezentantem Bosny a Hercegoviny.

## Klubová kariéra
Mujdža začal hrát fotbal v mládežnických týmech chorvatského klubu NK Záhřeb a posléze se prosadil do prvního týmu.
V červnu 2009 přestoupil do německého celku SC Freiburg, kde v lednu 2011 prodloužil smlouvu.
S Freiburgem se probojoval do základní skupiny H Evropské ligy 2013/14, kde vedle českého týmu FC Slovan Liberec narazil na portugalský GD Estoril Praia a španělskou Sevillu. Pro Freiburg to bylo vystoupení v evropských pohárech po 12 letech. Ve skupině skončil tým se ziskem 6 bodů na třetím místě a do jarních vyřazovacích bojů nepostoupil.

## Reprezentační kariéra

### Chorvatsko
Mujdža reprezentoval Chorvatsko v mládežnické kategorii do 21 let.

### Bosna a Hercegovina
V bosenském reprezentačním A-mužstvu debutoval pod trenérem Safetem Sušićem 10. srpna 2010 proti Kataru, kde nastoupil na hřiště v základní sestavě. Bosna a Hercegovina zremizoval tento domácí přátelský zápas 1:1.
Nastoupil v odvetném kvalifikačním zápase 10. září 2013 v Žilině, kde Bosna porazila Slovensko 2:1 a uchovala si naději na první místo v základní skupině G. V prvním utkání v Zenici nehrál kvůli zdravotní indispozici.
Zúčastnil se Mistrovství světa 2014 v Brazílii, kde Bosna a Hercegovina obsadila se 3 body nepostupové třetí místo v základní skupině F.